# Dürrizade Mustafa Efendi
Dürrizade Mustafa Efendi (1702/1703-8 de febrer de 1775) fou un religiós turc otomà fill de Dürrizade Mehmed Efendi. Fou kazasker de Rumèlia dues vegades i xaikh al-Islam el 19 de juliol de 1756; fou destituït el 18 de febrer de 1757 i enviat desterrat a Gal·lípoli. Nomenat altre cop el 29 d'abril de 1762 fins que fou destituït el 23 d'abril de 1767. Nomenat per tercera i darrera vegada el 27 de febrer de 1774 es va retirar per malaltia greu el 28 de setembre de 1774. La seva dona pretenia descendir del Profeta i els seus descendents van portar el títol de sayyid.